# Ievgueni Paixukanis
Ievgueni Paixukanis (rus: Евгений Брониславович Пашуканис)  (Stàritsa, 11 de febrer de 1891 (Julià) - Moscou, 4 de setembre de 1937) va ser un jurista soviètic, del qual l'obra més coneguda és Teoria general del Dret i marxisme.

## Primers anys i Revolució d'Octubre
Paixukanis va néixer a Stáritsa, a l'Óblast de Tver, a l'Imperi Rus. A l'edat de 17 anys es va afiliar a Sant Petersburg al Partit Obrer Socialdemòcrata Rus. El 1909 va començar a estudiar Dret a la mateixa ciutat. Arran del seu activisme revolucionari es va veure amenaçat de desterrament per la Policia tsarista; de manera que el 1910 va optar per exiliar-se a Múnic, on va continuar els seus estudis. Durant la Primera Guerra Mundial va tornar a Rússia. El 1914 va contribuir a redactar la resolució del POSDR oposant-se a la guerra. Arran de la Revolució d'Octubre, Paixukanis es va unir d'ençà de la seva fundació a l'ala bolxevic del Partit Socialdemòcrata, que donaria origen al Partit Comunista de la Unió Soviètica. L'agost de 1918 va ser nomenat jutge a Moscou. Mentrestant, va impulsar la seva carrera com a teòric del Dret. També va tenir una destinació en el Ministeri d'Afers exteriors, i va ser assessor de l'Ambaixada soviètica a Berlín, participant en la redacció del Tratat de Rapallo de 1922. El 1924 va ser destinat a tasques exclusivament acadèmiques, com a membre de l'Acadèmia Comunista, de la qual va ser nomenat vicepresident el 1930.

## Teoria General del Dret i Marxisme
El 1924, Paixukanis va publicar la seva obra fonamental, Teoria General del Dret i Marxisme, en la qual, basant-se en el concepte marxista de superestructura, sostenia que el Dret només té sentit en situacions d'intercanvi de mercaderies, és a dir: en la societat mercantil burgesa. Per tant, el Dret i l'Estat haurien de desaparèixer en aconseguir-se la societat comunista i, en el trànsit a aquesta fase superior, haurien d'extingir-se progressivament en l'URSS. En aquesta proposta Paixukanis coincidia amb la posició d'un altre rellevant jurista soviètic, P. I. Stutxka, i s'enfrontava amb la posició de Andrei Vixinski, defensor de l'enfortiment de la "legalitat socialista".

## Trajectòria posterior
De 1925 a 1927, Paixukanis va col·laborar amb Stutxka en la compilació d'una Enciclopèdia de l'Estat i el Dret, i va fundar una revista anomenada Revolució del Dret. També al costat de Stutxka, va engegar a partir de 1927 la secció de Teoria General de l'Estat i el Dret en l'Acadèmia. No obstant això, a partir de 1930 es va engegar la purga contra Nikolai Bukharin, atacat per Stalin per sostenir que l'Estat socialista havia d'extingir-se per donar a llum el comunisme, segons la teoria de Marx; és a dir, precisament el mateix que Stutxaka i Paixukanis defensaven en el plànol de la Teoria del Dret i l'Estat. En aquest context, Vixinski va qualificar públicament a Paixukanis de "sabotejador" i "espia". Fora per convicció o perquè temia per la seva seguretat, Paixukanis va deixar de col·laborar amb Stutxka, va abjurar de les seves posicions anteriors i va revisar la seva teoria de l'Estat, ajustant-la a la política dominant. Són representatives d'aquesta segona etapa obres com La teoria marxista del Dret i l'Estat, de 1932, i Estat i Dret sota el socialisme.
La retractació de Paixukanis va ser recompensada nomenant-lo el 1931 director de l'Institut de Construcció Soviètica i Dret, predecessor de l'Institut d'Estat i Dret de l'Acadèmia de Ciències de l'URSS. El 1936 va ser nomenat Sotscomissari de Justícia de l'URSS i va ser proposat com a membre de l'Acadèmia Soviètica de Ciències.
No obstant això, Paixukanis no va poder evitar durant molt temps ser denunciat com a "enemic del poble". El 20 de gener de 1937 va ser detingut. Aviat va ser reemplaçat per Vixinski en l'Institut de Construcció Soviètica i Dret i un altre vell crític seu, Alfred Krixiànovitx Stalguévitx, es va fer càrrec dels seus cursos en l'Institut Jurídic de Moscou.
Paixukanis, tot i haver publicat les "autocrítiques" de rigor, va ser acusat de ser un "sabotejador trotskista" i va ser executat el 1937. Paixukanis va obtenir una rehabilitació pòstuma el 1957, encara que les seves teories no van ser adoptades pel corrent dominant de la ciència jurídica soviètica.